# Tracy Chevalier
Tracy Chevalier, född 19 oktober 1962, är en amerikansk författare, bosatt i London.

## Biografi
Tracy Chevalier växte upp i Washington D.C. och tog en universitetsexamen i engelska på Oberlin College i Ohio. 1984 flyttade hon till Storbritannien. Efter några år som förlagsredaktör i London gick hon 1993–1994 i skrivskola på University of East Anglia för författarna Malcolm Bradbury och Rose Tremain och påbörjade då sin första roman Den blå färgen (The Virgin Blue), som utkom 1997.
Hennes romaner handlar om historiska personer. Hon fick sitt genombrott med sin andra roman, Flicka med pärlörhänge (Girl with a Pearl Earring, 1999), som skildrar en period i Jan Vermeers liv och målande. Hon har även bland annat skrivit böcker om William Blake och Mary Anning.

## Släktens härkomst
Hugenottsläkten Chevalier härstammar från Sydfrankrike, varifrån familjen flydde till Schweiz efter Bartolomeinatten. Tracy Chevaliers far emigrerade från Schweiz till USA. Tracy Chevalier är sedan 1984 bosatt i London.

## Adaptioner av Tracy Chevaliers verk
Filmen Flicka med pärlörhänge spelades in 2003 med Peter Webber som regissör och med Scarlett Johansson i rollen som Jan Vermeers tjänsteflicka och modell för målningen.